# 香港樹仁大學學生會

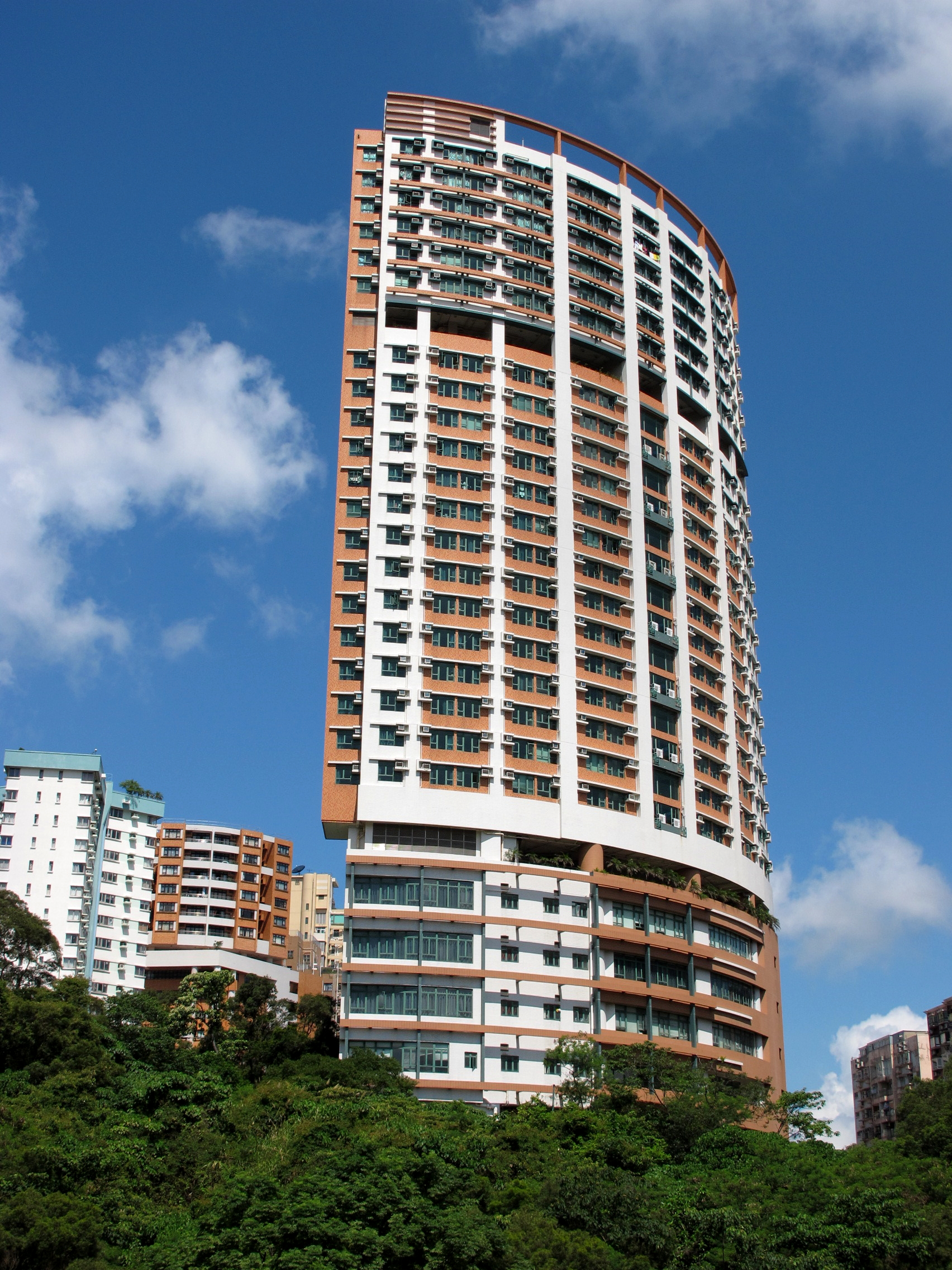
香港樹仁大學學生會會室位於
香港樹仁大學宿舍文康大樓內

香港樹仁大學學生會（英語：The Student Union of Hong Kong Shue Yan University，簡稱），代表所有在香港樹仁大學攻讀榮譽文憑或榮譽學士學位課程之會員學生。
香港樹仁大學學生會成立於1983年，前稱「香港樹仁學院學生會」，是經香港社團註冊條例註冊的獨立組織，獲校方承認為不屬校內團體之學生組織，並不受校方直接管治。

## 歷史
1983年，香港正面臨回歸的風波，而當時的樹仁學院亦被政府的「大學三年制」所孤立。樹仁的學生面對外憂內患，決定組織一個能夠代表學生的組織，為同學、為學校爭取權益，為香港出一分力，貢獻社會。其後，全校近千名同學集結於香港大學，並召開會員大會、訂定會章，在幾乎全體學生一致通過，及經香港警務處註冊成為獨立組織社團後，「香港樹仁學院學生會」被正式成立。
隨著香港樹仁學院於2006年正名為香港樹仁大學後，樹仁學生會於2007年亦正名為「香港樹仁大學學生會」。多年以來，樹仁學生會一直獨立於校方，奉行「學生民主自治」的精神，讓同學既可體驗民主的可貴，亦令學生的活動更能切合同學的需要。另一方面，同學亦可藉學生會向學校及外界表達意見，促使有關機構多加關注和改善。
樹仁學生會會室現址位於香港樹仁大學宿舍文康大樓H204室，會址現為租用性質，每年均需向樹仁校方繳交象徵式租金。

## 宗旨
以下為樹仁學生會之創立宗旨：
1. 本著民主自治精神，謀求會員福利，培養學術風氣。
2. 培養同學對社會之認識及責任感。
3. 促進同學與校方之溝通及聯繫，並與校方致力爭取權益及提高學術地位。

## 架構
樹仁學生會的組成包括幹事會、編輯委員會、評議會，另外設有全民投票及全民大會。幹事會對外代表學生會，為學生會最高行政機構，負責處理本會日常事務及代表全體會員。編輯委員會為負責樹仁學生報出版事宜之行政組織，出版學生報「DARE」。評議會為學生會最高監察、立法及仲裁機構，並代表民意。

### 全民投票及全民大會
全民投票及全民大會為學生會最高權力機制，是全體會員共同決策的機制。

### 幹事會
幹事會對外代表學生會，為學生會最高行政機構，根據會會章執行會員大會、全民投票及評議會之決議，負責處理學生會日常事務及代表全體會員。

### 評議會
評議會權力僅次於會員大會，於會員大會休會期間為學生會最高監察、立法及仲裁機構，並代表民意。
- 普選成員：包括評議會正副主席、評議會常務秘書、評議會財政秘書、評議員；
- 當然成員：去屆評議會主席、去屆幹事會會長、去屆編委會總編輯、幹事會代表 (會長 / 內務副會長 / 外務副會長)、編輯委員會代表 (總編輯 / 副總編輯)、屬下團體代表所組成。

評議會下設五個常設委員會，包括章則事務委員會、民意事務委員會、教務委員會、屬下團體委員會、福利事務監察委員會。評議會內各普選職位及委員會職位由普選成員互選誕生。

### 編輯委員會
編輯委員會為負責樹仁學生報出版事宜之行政組織，出版學生報「DARE」。

## 近年爭端
以下是近年涉及樹仁學生會之事件及爭議：
2015年12月，樹仁大學學生會在校園舉行「性／別文化節」，並在校內向學生派發避孕套，宣揚安全性行為的重要性，行動卻被校方以會鼓勵性行為為由阻止，亦禁止學生會張貼活動其中一款海報。過程中，校方要多次確認活動內容沒有鼓勵性行為的成分，方讓學生會取得場地的申請結果表格。
2015年12月，立法會示威區垃圾桶起火爆炸案，警方拘捕六名青年。消息稱，其中包括時任樹仁大學候任學生會會長楊逸朗及時任學生會編委會候任總編輯吳桂龍。吳桂龍其後被撤銷控罪，而楊逸朗之案件當時仍待法院審理。事件引起公眾及樹仁校內廣泛討論，其中有人關注兩人是否仍能於案件後上任，時任樹仁學生會評議會發表聲明，指若一月一日後仍未能聯絡二人，根據會章7.4.2.2及8.4.2.2，二人職務分別將由幹事會內務副會長，及編輯委員會副總編輯負責。但因兩人其後獲釋，新一屆學生會於2016年1月1日成功上任。
2016年4月，樹仁學生會計劃舉辦兩個論壇，其中「抗爭路線與出路－－和平非暴力與勇武之辯」論壇，遭校方指「勇武」或涉宣揚暴力而拒絕借場，故改為向演藝學院學生會借場並合辦活動，但演藝學院校方同樣拒絕借出場地。兩校學生會批評兩校有意阻撓學生舉辦此論壇，並未有合理理據。論壇最終在APA地下大堂學生會會室外舉行。但事隔一月，演藝學院副校長黃世邦去信演藝學生會追究責任，指學生會違反紀律要對幹事進行處分，校方禁止學生會使用或借用校內任何場地「直至另行通知」。其後，樹仁學生會於校內成功舉辦另一論壇「港獨思潮勢不可擋，香港何去何從？」，及後校方指學生會在此論壇中沒有盡力阻止校外人士及記者進入會場，違反最初協定，同樣取消該屆學生會借用校內場地之權利。
2016年6月，樹仁學生會編委會總編輯吳桂龍發表題為「寫在六四前夕—五雷碎邪壇，中大、尖東斬情花」的評論文章，將支聯會比喻為「龜公鴇母」，引來泛民人士及多年來出席支聯會集會之人士批評。就有關侮辱支聯會及死難者之指控，吳桂龍回應指，支聯會每年一直行禮如儀的做法才是對六四死難者的最大侮辱。

## 外部參考
- 香港樹仁大學學生會網頁（已失效）
- 香港樹仁大學學生會的Facebook專頁
- 香港樹仁大學學生會編輯委員會的Facebook專頁
- 香港樹仁大學學生會評議會的Facebook專頁